# NGC 745
NGC 745 est une vaste galaxie lenticulaire située dans la constellation de l'Éridan. NGC 745 a été découverte par l'astronome britannique John Herschel en 1834.

## Caractéristiques
Sa vitesse par rapport au fond diffus cosmologique est de 5 837 ± 45 km/s, ce qui correspond à une distance de Hubble de 86,1 ± 6,1 Mpc (∼281 millions d'al).

## Groupe de galaxies
Cette galaxie forme un groupe confirmé avec les galaxies PGC 95386 (NGC 745 NED02) et NGC 745 NED01.